# USS Theodore Roosevelt (CVN-71)
Pour les autres navires du même nom, voir USS Roosevelt.
L’USS Theodore Roosevelt (CVN-71) est un porte-avions polyvalent américain à propulsion nucléaire, faisant partie de la classe Nimitz. Il est le navire de tête de la sous-classe Theodore Roosevelt, et fait partie des 11 porte-avions géants de l’US Navy.
Il a été baptisé en l'honneur du président Theodore Roosevelt. Le surnom du navire, Big Stick, fait référence à la doctrine politique éponyme créée par le président Roosevelt : Speak softly and carry a big stick (Parle avec douceur et porte un gros bâton). La devise du navire est Qui Plantavit Curabit (celui qui a semé préservera). L'indicatif d'appel est Rough Riders, le nom de l'unité de cavalerie volontaire du Président Roosevelt, durant la guerre hispano-américaine.

## Construction

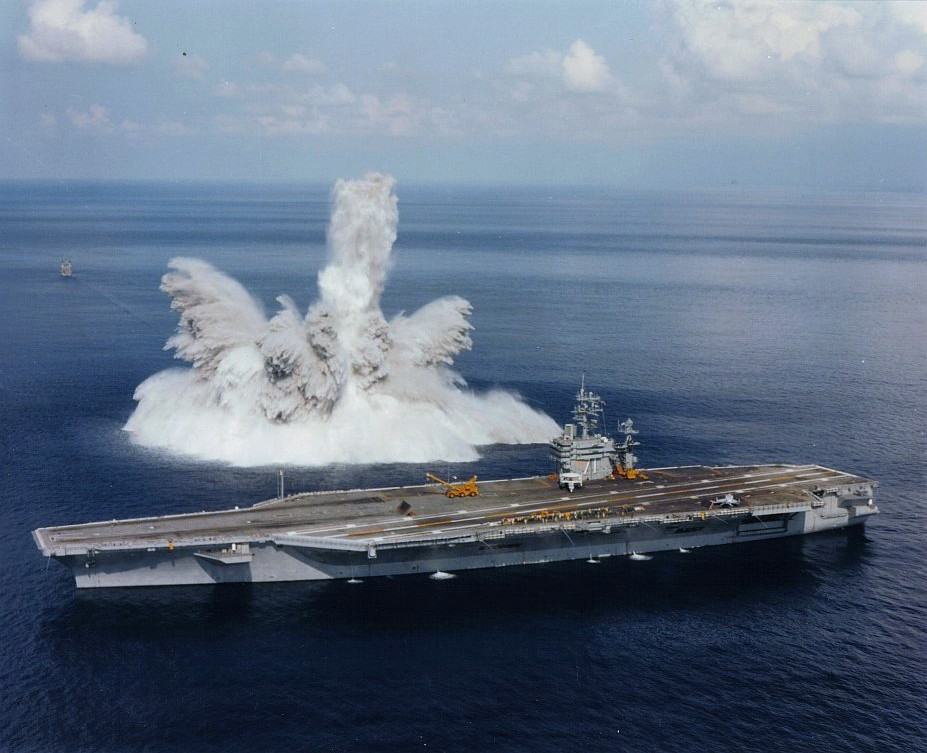
Test de résistance aux explosions (1987).

La commande du 4e porte-avions de la classe Nimitz est annulée en 1976 par le président des États-Unis Gerald Ford. Son successeur Jimmy Carter fait étudier un navire à propulsion classique moins onéreux, le Vari-Purpose Carrier, mais le congrès des États-Unis décide en 1980 de financer ce navire.
La commande a été passée le 30 septembre 1980 au chantier naval Newport News Shipbuilding de Newport News, en Virginie, sous la désignation CVN-71.
Le navire est mis en chantier le 31 octobre 1981, lorsque le secrétaire à la Défense des États-Unis Caspar Weinberger pose la première soudure sur une pièce en métal du futur navire. Il est lancé et inauguré en octobre 1984, et entre en service actif le 25 octobre 1986.
Habituellement, lorsqu'un nouveau type de navire est construit, il doit subir des tests de résistance aux chocs et explosions. Ce ne fut pas le cas pour l'USS Nimitz, et 11 ans après la construction du Nimitz, c'est finalement le Roosevelt qui sera retenu pour ces tests. Quatre charges explosives ont été placées sous la coque du Roosevelt à diverses profondeurs, pour analyser les effets des ondes de choc sur les parties critiques du navire.

## Historique

### Voyage inaugural
Le Roosevelt entreprit son voyage inaugural le 30 décembre 1988, sous le commandement du captain Dayton W. Ritt. Le 9 juin 1990, le captain Charles S. Abbot remplaça le captain Dayton W. Ritt, en tant que Commanding Officer.

### 1990 à 2000
Son second déploiement a eu lieu le 28 décembre 1990, dans la mer Rouge, en soutien de l'opération Bouclier du désert. Ses escadres eurent l'occasion de partir en mission au-dessus du territoire irakien, dans le cadre de l'opération Tempête du désert, du 15 janvier 1991 jusqu'au cessez-le-feu du 28 février 1991. Il participa également à l'opération Provide Comfort, pour assurer la protection des Kurdes dans le nord de l'Irak. Le navire retourna à Norfolk le 28 juin 1991.
Dans la nuit du 20 février 1991, un incident survient sur le pont d'envol. Un A-6 Intruder est paré au décollage, alors que le mécanicien John Bridget s'approche du train avant pour effectuer une dernière vérification. Il s'approche trop près de la turbine et se retrouve aspiré par le courant d'air. Sa combinaison se déchira à l'intérieur, provoquant la destruction de la turbine et lui sauvant la vie. Il s'extirpera de la turbine avec des blessures légères. La vidéo deviendra rapidement célèbre, et sera retransmise sur les chaînes de télévision du monde entier,.
En février 1992, le navire reçoit le Battle “E” Ribbon et la Battenberg Cup de 1991, décorant les navires les plus performants de l'Atlantic Fleet. Le 27 août 1992, le Captain Stanley W. Bryant devient le quatrième commanding Officer.

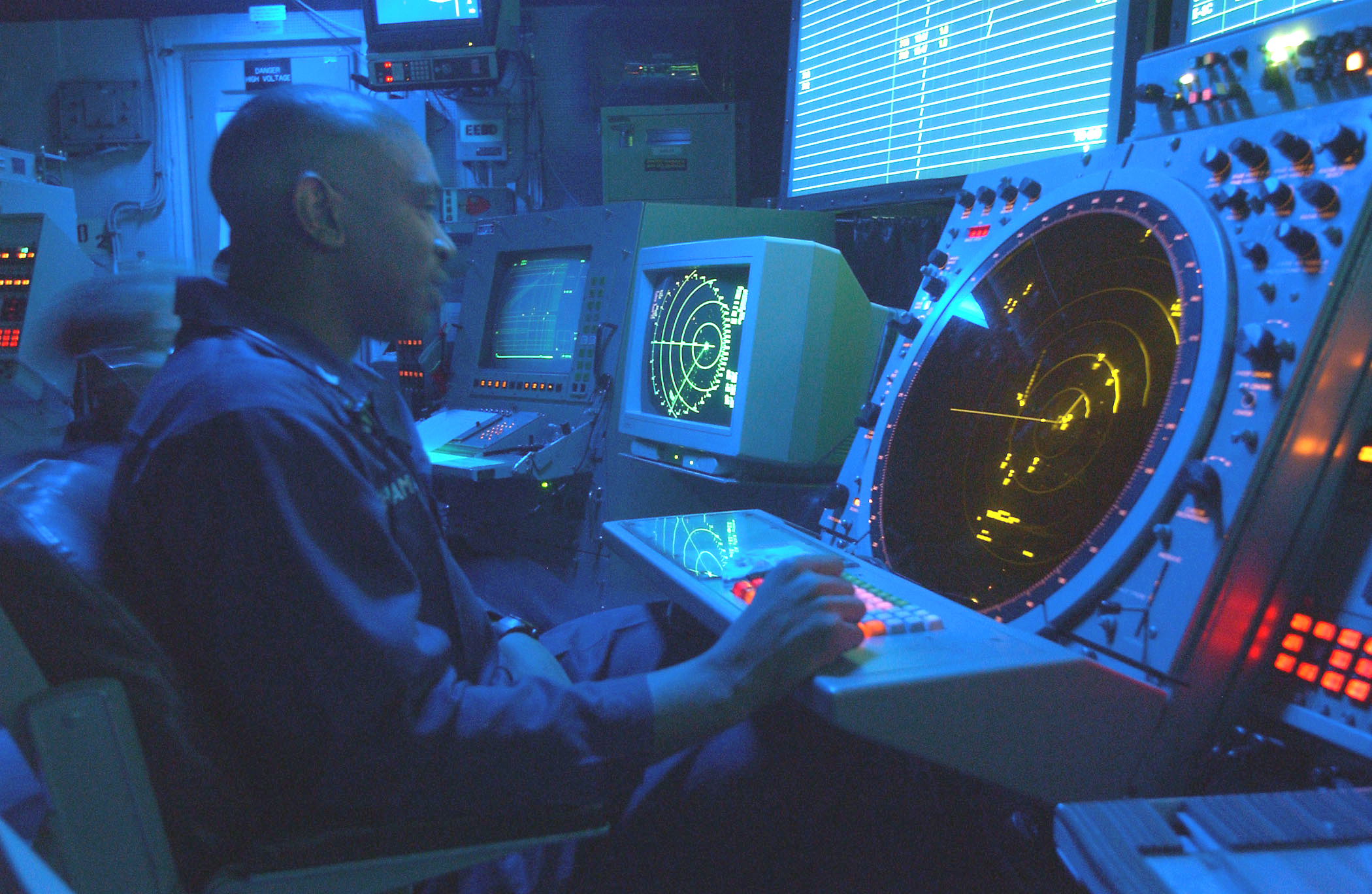
Centre de contrôle du trafic aérien du navire. Prise de vue d'un terminal radar (2002).

Le troisième déploiement eut lieu le 11 mars 1993, dans la mer Adriatique, pour tester un nouveau concept reposant sur l'embarquement d'un groupe de combat polyvalent (Special Purpose Marine Air Ground Task Force). Avant son départ, le président Bill Clinton viendra à bord pour visiter le navire. Le navire partit alors en mer, pour renforcer la No-fly Zone de la Bosnie. En juin, le Roosevelt fut affecté à une autre mission : renforcer la No-fly Zone irakienne, dans le cadre de l'opération Southern Watch. À cet effet, il transita par le canal de Suez et se rendit pour la seconde fois dans la mer Rouge.
En novembre 1993, le porte-aéronefs subit une remise à niveau de six mois (Selected Restricted Availability) au chantier naval Norfolk Naval Shipyard, et reprendra la mer le 14 avril 1994.
Son quatrième déploiement eut lieu en mars 1995, dans la mer Rouge, dans le cadre de l'opération Southern Watch. Sa mission évoluera, et il repartira dans la mer Adriatique, pour intervenir dans l'opération Sharp Guard et Deny Flight (qui aboutira sur le bombardement de la Bosnie-Herzégovine par l'OTAN). Le navire fit escale à Haïfa (Israël), Jebel Ali (Émirats arabes unis), Rhodes et Corfou (Grèce), et Trieste (Italie). Le roi Hussein de Jordanie fut héliporté à bord du navire pour en faire une visite exceptionnelle. L'actrice et milliardaire Oprah Winfrey demanda à visiter le navire, et elle fut autorisée à monter à son bord, lors de l'escale à Rhodes[réf. nécessaire]. Le porte-avions retourna à son port d'attache fin septembre 1995.
Le 14 octobre 1995, durant un exercice au large de la Caroline du Nord, le croiseur USS Leyte Gulf est entré en collision avec le Roosevelt, endommageant gravement la partie arrière du porte-avions. Les réparations s'élevèrent à 9 millions de dollars pour le croiseur et 7 millions pour le porte-avions.

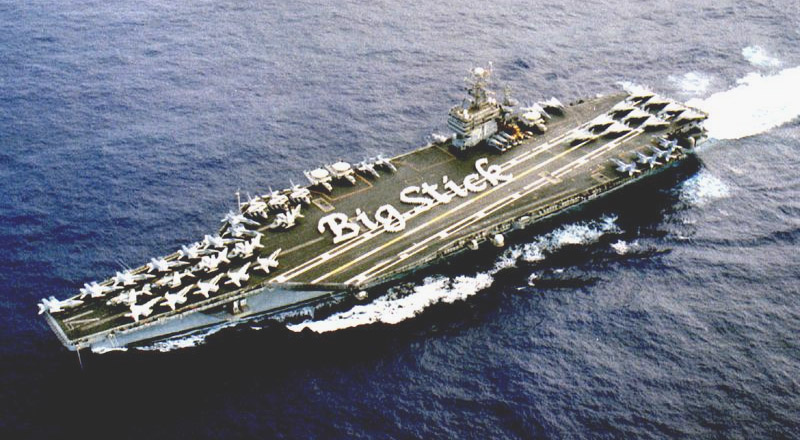
Le navire, sur le retour (septembre 1999).

Son cinquième déploiement se déroule le 25 novembre 1996, dans la mer Méditerranée puis le golfe Persique, dans le cadre de l'opération Southern Watch.
Le 8 juillet 1997, le porte-aéronefs entre en cale sèche au chantier naval de Newport News Shipbuilding pour une remise à niveau de 12 mois (Extended Drydock and Selected Restricted Availability).
Son sixième déploiement eut lieu le 26 mars 1999, dans la mer Ionienne, dans le cadre de l'opération Allied Force de l'OTAN. Sa mission dura deux mois, et consistait à combattre les forces nationalistes Serbes du Kosovo. Il fut ensuite envoyé renforcer la No-fly Zone, en Irak (opération Southern Watch). Le navire retournera à Norfolk le 24 septembre 1999.

### 2000 à aujourd'hui
Le 7 janvier 2000, le navire entama une remise à niveau (PIA, Planned Incremental Availability) de 6 mois au chantier naval Norfolk Naval Shipyard, qui s'achèvera le 30 juin 2000 et sera suivie de divers exercices de qualification.
Après les évènements du 11 septembre, le porte-avions entame son septième déploiement en avance (le 19 septembre) avec CVW-1, en route vers l'Afghanistan. Dans la nuit du 4 octobre 2001, le Roosevelt et CVW-1 lancent les premières frappes tactiques contre Al-Qaïda, marquant ainsi l'ouverture des hostilités de l'opération Enduring Freedom. Il retournera à son port d'attache le 27 mars 2002.

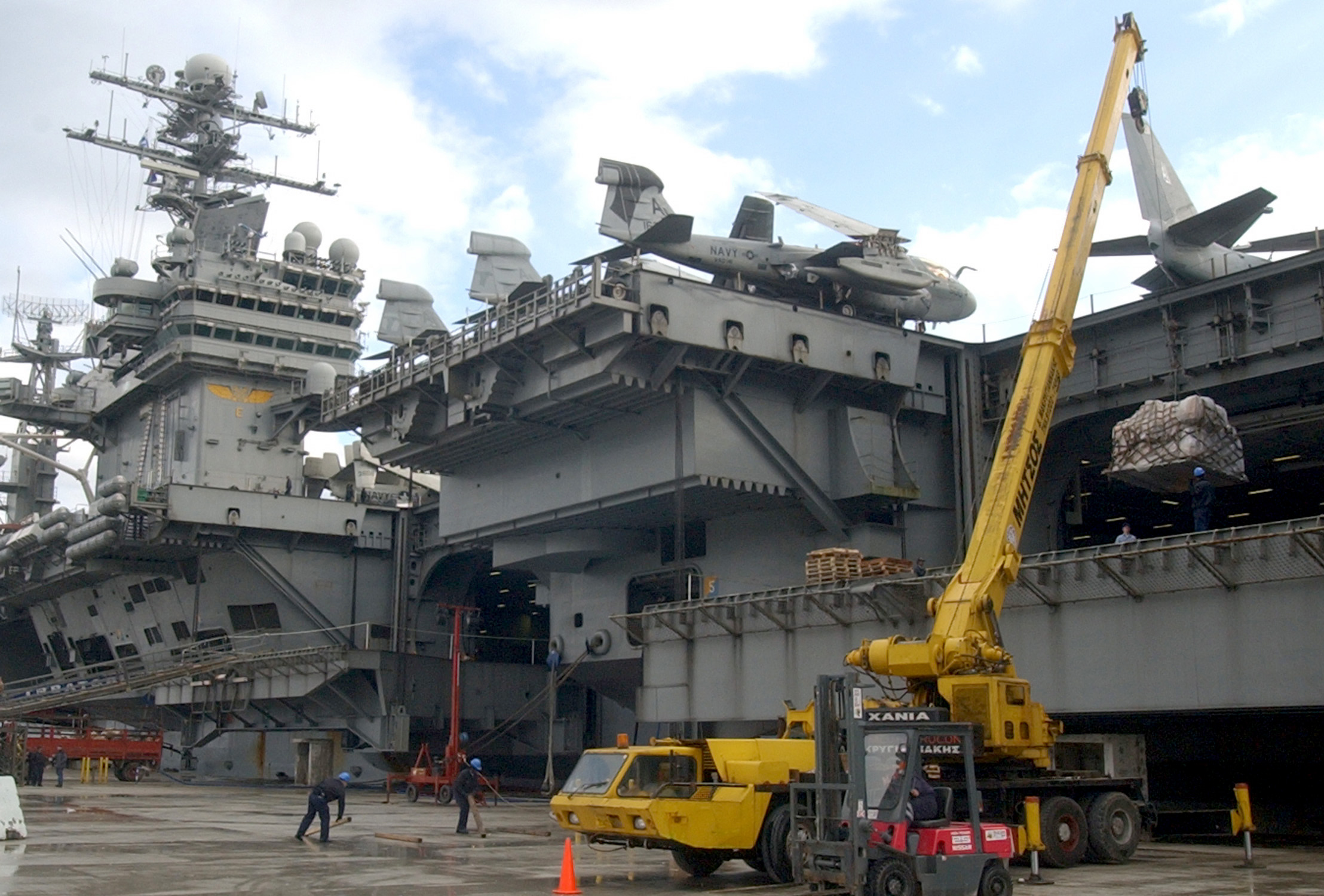
Le navire à quai à Souda Bay, en train d'être ré-approvisionné en matériel (mars 2003).

Le navire subit un nouveau PIA de 6 mois en mai 2002, au chantier naval Norfolk Naval Shipyard, qu'il quitta le 30 octobre de la même année, doté des dernières technologies disponibles en matière d'armement. Il quitte Norfolk le 6 janvier 2003 pour une session d'entraînement d'un mois, dans la mer des Caraïbes. Une fois cette session terminée (le 4 février), il reçut l'ordre de traverser l'Atlantique, vers la mer Méditerranée, engageant ainsi son huitième déploiement. Il arriva sur place en février, et rejoignit l'USS Harry S. Truman le 16 mars, pour l'aider à lancer des attaques sur le territoire irakien, dans le cadre de l'opération liberté irakienne. Il fit escale à Souda Bay (Crète), Koper (Slovénie), et en Espagne. Il sera de retour à son port d'attache fin mai.
En février 2004, il fut mis en cale sèche pour une période de 10 mois  (DPIA, Docked Planned Incremental Availability), pour y subir une importante remise à niveau visant à le mettre aux standards des porte-avions modernes : réparation et changement des pompes défectueuses, mise à jour des systèmes de communication, de navigation, de détection, rénovation des ascenseurs dans les hangars à munitions, remplacement des hélices de propulsion, etc. Il quitta le chantier en août et acheva ses qualifications en décembre 2004.

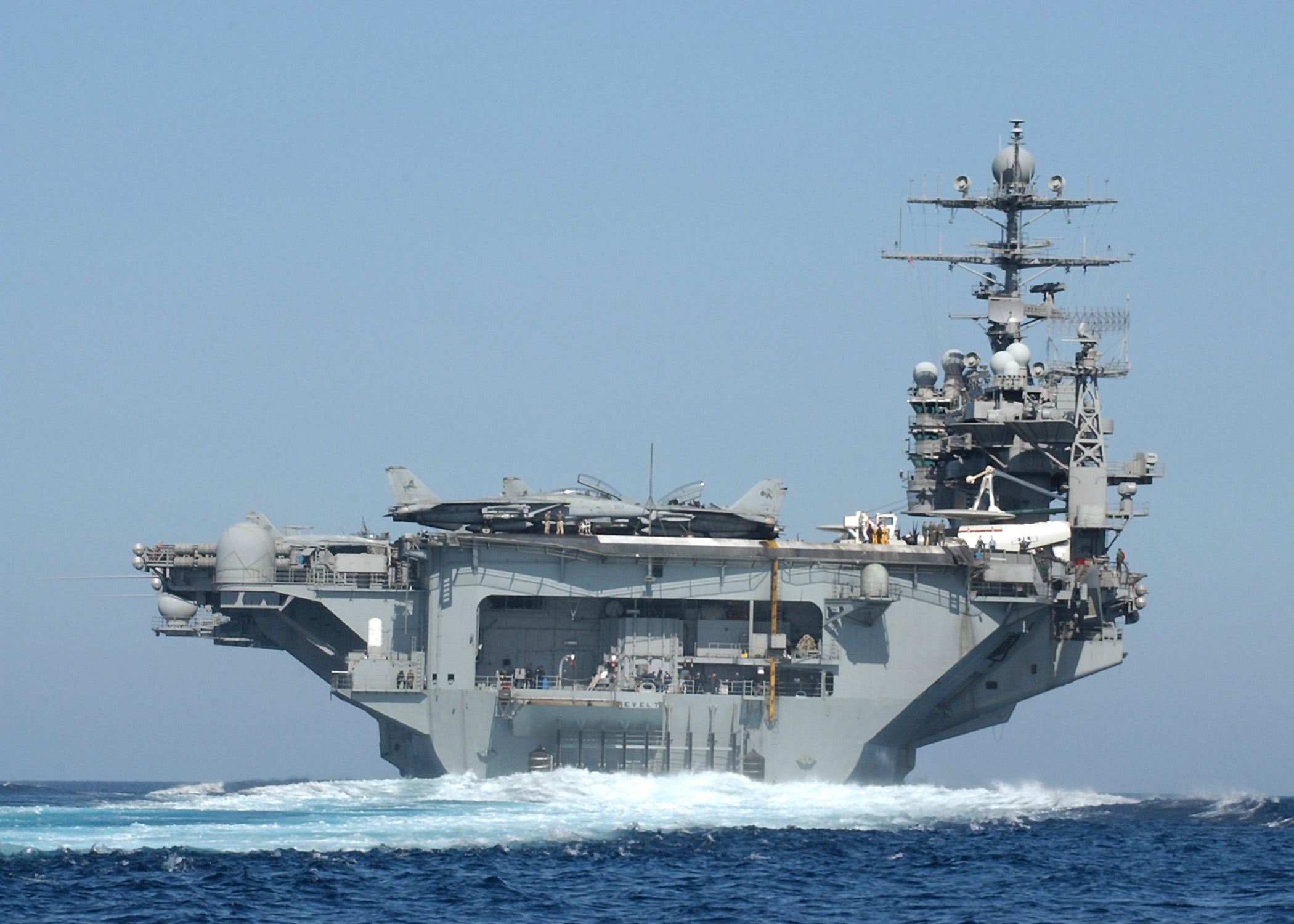
Le navire dans la Méditerranée, en direction de Norfolk (février 2006).

Tout au long de l'année 2005, le navire remplit divers exercices de routine. Le 1er septembre 2005, il est assigné à l'opération Enduring Freedom, dans le golfe Persique, puis à l'opération Steel Curtain. Ce déploiement est remarquable, car c'est la dernière fois que des chasseurs F-14 Tomcat sont encore en service, avant leur retrait de l'US Navy en 2006. Le navire retournera à Norfolk le 11 mars 2006. Il passera le reste de l'année 2006 à remplir divers exercices de routine.
Le 7 mars 2007, le Theodore Roosevelt subit un PIA de 9 mois, pour mettre à niveau son réseau informatique, installer une batterie de missiles RAM, modifier le système électrique de propulsion, etc. Il retourna au port d'attache le 28 novembre 2007.
Le porte-aéronefs participa à la Joint Task Force Exercise 08-4 Operation Brimstone, au large de la Caroline du Nord, du 21 au 31 juillet 2008. Cet exercice impliqua le porte-avions anglais HMS Ark Royal, l'embarcation de débarquement amphibie USS Iwo Jima, la frégate brésilienne BNS Greenhalgh (F-46) (en) et le sous-marin français Améthyste,. Le 8 septembre 2008, il entama son dixième déploiement, en direction du golfe Persique. Le 4 octobre, il fait une escale de 4 jours au Cap, marquant la première fois qu'un porte-avions américain fait escale en Afrique du Sud depuis plus de quarante ans. À nouveau assigné à l'opération Enduring Freedom, sa mission consistait à fournir un appui aérien rapproché aux soldats de la Force internationale d'assistance et de sécurité en Afghanistan, tout en bombardant des sites stratégiques. Il fut remplacé par l'USS Dwight D. Eisenhower le 21 mars 2009, et retourna au port d'attache le 18 avril 2009. En août 2009, il entre au chantier naval de Nothrop Grumann pour y subir un RCOH de demi-vie.
En janvier 2014, on annonce qu'il est affecté à la base navale de San Diego à partir de 2015.
Entre l'été 2014 et mars 2015, lors de missions d'entraînement dans l'Océan Atlantique au large des côtes de Floride et de Virginie, des pilotes du navire aperçoivent et filment des ovnis à haute altitude, selon des révélations du New York Times de mai 2019 qui partage trois vidéos, toutes émanant de l'entreprise To the Stars. En septembre 2019, la Marine de guerre américaine confirme l'authenticité des vidéos et qualifie les phénomènes de « phénomènes aériens non identifiés ».
Le 17 janvier 2020, le "Teddy" part en opération en mer de Chine méridionale sous le commandement du Capitaine Brett Crozier qui est à sa tête depuis le 1er novembre 2019. Il est démis de ses fonctions le 2 avril 2020 par Thomas Modly (en), secrétaire à la Marine des États-Unis, pour avoir envoyé un courriel au commandement régional dénonçant sa gestion de la crise du Covid-19.
Crozier avait des symptômes de COVID-19 quand il débarque. Le 6 avril, Modly va en avion à Guam pour tenir un discours à l'équipe. Il démissionne le lendemain. Le dimanche de Pâques, 585 personnes ont le virus; le lendemain, l'une d'elles décède.
Fin 2021, il est prévu qu'il soit le second porte-avions à embarquer des F-35C en 2023.

## Groupe aéronaval duTheodore Roosevelt
Le Theodore Roosevelt fait partie du groupe aéronaval Carrier Strike Group Two (CSG-2), constitué du Destroyer Squadron 22. Le Carrier Air Wing 8 (CVW-8) a été transféré sur l'USS George H. W. Bush à la suite de l'immobilisation du RCOH.

### Navires du DESRON-22
Le DESRON est composé des bâtiments suivants :
- USS Cole (DDG-67)
- USS Mason (DDG-87)
- USS McFaul (DDG-74)
- USS Nitze (DDG-94)

## Insigne
L'insigne a été créé par Wesley Berryman, puis modifié par l'équipage du navire. L'insigne fut remis à John F. Lehman Jr. et William McMillian, qui donnèrent leur approbation en 1985.
Le profil du président provient d'une photographie de lui, prise lors d'un discours adressé aux citoyens d'Asheville, pour l'expression particulièrement marquée sur son visage. Le navire est vu de face, surmonté des initiales du président. La corde présente 58 brins, l'année de naissance de Roosevelt (1858). La devise, Qui Plantavit Curabit (celui qui a semé préservera) est celle de la famille Roosevelt, et signifie ici la volonté de maintenir et protéger la démocratie américaine.
Le nom « Roosevelt » signifiant « champ de roses » en néerlandais, la rose fut retenue comme symbole du porte-avions. Une tradition verra rapidement le jour : lorsque des femmes sont invitées à bord du navire, pour un évènement officiel ou une célébration, il est de coutume d'offrir une rose rouge à chacune d'entre elles (la « Roosevelt Rose »). Lors du lancement du navire, une rose hybride de la variété Alamo Sport Rose fut créée par l'entreprise Co-Operative Rose Growers of Tyler. Cette variété croisée existe toujours, et est actuellement exposée au jardin botanique Botanical Gardens Rose Garden Overlook de Norfolk.

## Décorations
Le Roosevelt a reçu le Battenberg Cup en 1991, 1993 et 2001, ainsi que le Battle “E” en 1989, 1991, 1993 et 2001 ; la Golden Anchor / Retention Excellence Award en 1988, 1993, 1994, 1995 et 1997 ; deux Navy Unit Commendations et une Meritorious Unit Commendations.

## Anecdote
En 2009, il est coulé lors de l'arrivée de Decepticon dans le film Transformers 2 : La Revanche.
En février 2015, au cours d'un exercice au large des côtes atlantiques américaines, le sous-marin nucléaire d'attaque français Saphir aurait réussi à couler virtuellement l'USS Théodore Roosevelt.
Il a été utilisé pour le tournage de Top Gun : Maverick.

#### Articles
- (en) www.tr.surfor.navy.mil – site officiel de l'US Navy sur l'USS Theodore Roosevelt
- (en) www.navysite.de/cvn/cvn71.html – article NavySite.de
- (en) www.uscarriers.net/cvn71history.htm – article U.S. Carriers.net
- (en) www.globalsecurity.org/military/agency/navy/batgru-71.htm – article GlobalSecurity.org

#### Galeries
- (en) www.maritimequest.com – galerie MaritimeQuest
- (en) www.navsource.org/archives/02/71.htm – galerie NavSource Naval History